# Coenonympha philoxenus
Coenonympha philoxenus är en fjärilsart som beskrevs av Eugen Johann Christoph Esper 1780. Coenonympha philoxenus ingår i släktet Coenonympha och familjen praktfjärilar. Inga underarter finns listade i Catalogue of Life.